# الدوري النمساوي 1934–35
الدوري النمساوي الممتاز 1934–35 (بالألمانية: Österreichische Fußballmeisterschaft 1934/35)‏ هو الموسم 24 من بوندسليغا النمسا لكرة القدم. أشرف على تنظيمه اتحاد النمسا لكرة القدم، وكان عدد الأندية المشاركة فيه 12، وفاز فيه رابيد فيينا.